# Villa Politica
Villa Politica is een Vlaams politiek duidingsprogramma dat sinds 2002 op VRT 1 wordt uitgezonden. Sinds het najaar van 2021 presenteert Goedele Devroy het programma.

## Programma
Villa Politica wordt elke week tweemaal uitgezonden in de namiddag. Op woensdag is er een uitzending vanuit het Vlaams Parlement en op donderdag vanuit de federale Kamer. Op zaterdag wordt er een samenvatting uitgezonden van de voorbije week. 
Aanvankelijk volgden Linda De Win en Guy Janssens op beide dagen de respectievelijke vragenuurtjes, van september 2006 tot juli 2021 was dat alleen Linda De Win. Ze voelde er ministers en parlementsleden aan de tand, waarbij ze vaak door de gangen van het parlement moest hollen om actuele vragen aan de juiste politicus te stellen. Soms gebeurt dit ook bij andere belangrijke momenten, zoals bij de val van de regering-Leterme I in 2008, de stemming in de commissie Binnenlandse Zaken over het splitsen van kieskring Brussel-Halle-Vilvoorde in 2007 en de regeringsverklaringen, beleidsverklaringen over begrotingen, septemberverklaringen en eedafleggingen. Sporadisch worden ook beelden getoond uit het Europees Parlement.
Het vragenuurtje vraagt enige omkadering, want niet alle parlementsleden komen altijd even gevat uit de hoek, en niet alle vragen zijn even transparant. Sommige vragen en antwoorden bevatten volgens de programmamakers immers te veel wetstratees. Guy Janssens leverde in het begin commentaar, en werd daarbij geassisteerd door een cocommentator. Later nam Linda De Win ook die rol op zich, eveneens vaak geassisteerd door cocommentatoren, waaronder Guy Janssens. Ze geven uitleg bij het gebeuren en proberen ook de mogelijk verborgen agenda aan het licht te brengen, wat soms belangrijk nieuws oplevert.

### Cocommentatoren
Cocommentatoren die vaak aan bod komen of kwamen, zijn onder meer:
- Isabel Albers
- Ivan De Vadder
- Carl Devos
- Rob Heirbaut
- Guy Janssens
- Gui Polspoel
- Dave Sinardet
- Luc Van der Kelen
- Peter Vandermeersch
- Michaël Van Droogenbroeck
- Liesbeth Van Impe
- Wouter Verschelden

## Geschiedenis
Villa Politica startte op 11 januari 2002 als politiek duidingsprogramma op Canvas met als bedoeling het parlementair werk in beeld te brengen. Annemie Nijs werd presentatrice. Toen zij in 2004 woordvoerster van Fientje Moerman werd, werd ze opgevolgd door Kathleen Cools. In 2005 veranderde het programma en het ging voortaan live uitzenden vanuit de parlementen. Het programma verhuisde naar Eén. De presentatie werd vanaf dan verzorgd door Guy Janssens en Linda De Win, die beiden al van in het begin aan het programma meewerkten. In 2006 werd Linda De Win de enige presentator.
Sinds 10 januari 2007 kan het programma live en uitgesteld online bekeken worden, eerst op de deredactie.be, later op VRT MAX.
In mei 2012 werd het programma opnieuw naar Canvas verplaatst, op de samenvatting op zaterdag na. Vanaf 2015 is het opnieuw op VRT 1 te zien.
In 2021 ging Linda De Win met pensioen en werd zij opgevolgd door Goedele Devroy.

## Prijzen
Villa Politica werd op 4 november 2009 bekroond met een tweede plaats voor beste live verslaggeving in de AIB Media Excellence Awards. De bekroonde aflevering was de aflevering waarin de val van de regering-Leterme I live gevolgd werd, becommentarieerd door Peter Vandermeersch en Dave Sinardet.
De val zelf werd meermaals bevestigd voor het oog van de camera's.